# Patrick Helmes
Patrick Helmes (Colonia, 1º marzo 1984) è un ex calciatore tedesco, di ruolo attaccante.

## Carriera

### Club

#### Sportfreunde Siegen
Dopo aver giocato nelle squadre locali, si unì nel 1997 alle giovanili del Colonia. Nel 2000 però fu scartato e mandato a giocare nello Sportfreunde Siegen, dove aveva già militato un paio di anni da bambino. Nella stagione 2004-2005 segnò 21 reti che aiutarono a promuovere la sua squadra in Zweite Bundesliga.

#### Colonia
La stagione successiva, visti gli ottimi risultati, ritornò al Colonia, con cui fece sempre nel 2005 il suo debutto in Bundesliga e il suo primo gol in massima serie alla seconda giornata contro il Bayer Leverkusen. Alla fine del campionato però il Colonia retrocesse. In Zweite Bundesliga Helmes divenne uno dei giocatori più importanti della sua squadra grazie alle sette reti segnate nelle sue prime cinque partite di campionato. Durante questo inizio di campionato subì un infortunio che lo tenne lontano dai campi per quattro mesi.
A partire dal 1º luglio 2008 veste la maglia del Bayer Leverkusen.

#### Bayer Leverkusen
A Leverkusen, Helmes è autore di un'ottima stagione, segnando sei gol nelle prime cinque partite, tra cui una tripletta contro l'Hannover 96. Alla fine della sua prima stagione a Leverkusen, Helmes segnò 21 gol in 34 partite di campionato e 3 gol in 6 presenze nella DFB -Pokal, dove la sua squadra ha raggiunto la finale perdendo contro il Werder Brema. Due settimane dopo la finale, Helmes si rompe il legamento crociato del ginocchio destro mentre stava giocando a calcio con gli amici. Dopo una lunga riabilitazione è rientrato alla fine del 2009 giocando 12 partite (solamente due da titolare) e segnando 2 gol.
A causa di questo infortunio non è stato convocato per il Mondiale 2010.
Nella stagione 2010-2011 Helmes gioca 11 partite in Bundesliga mettendo a segno 5 gol spesso decisivi e sigla due triplette, una in DBF-Pokal e una in Europa league contro il Rosenborg.

#### Wolfsburg
A partire dal 31 gennaio 2011 si trasferisce al Wolfsburg per una cifra vicina agli 8 milioni di €.
Esordisce con la nuova maglia il 5 febbraio nella partita persa contro l'Hannover 96. Segna il suo primo gol con la maglia del Wolfsburg il 19 febbraio 2011 nella trasferta contro il Friburgo.

#### Ritorno al Colonia
Il 2 settembre 2013 è ritornato al Colonia, firmando con il club un contratto triennale.

### Nazionale
Fece il suo debutto il 28 marzo 2007 contro la Danimarca, subentrando all'80º minuto a Jan Schlaudraff. In carriera ha totalizzato 13 presenze e 2 gol di cui uno segnato contro l'Inghilterra nello stadio Olimpico di Berlino.

## Statistiche

### Cronologia presenze e reti in Nazionale
| Cronologia completa delle presenze e delle reti in nazionale ― Germania | Cronologia completa delle presenze e delle reti in nazionale ― Germania | Cronologia completa delle presenze e delle reti in nazionale ― Germania | Cronologia completa delle presenze e delle reti in nazionale ― Germania | Cronologia completa delle presenze e delle reti in nazionale ― Germania | Cronologia completa delle presenze e delle reti in nazionale ― Germania | Cronologia completa delle presenze e delle reti in nazionale ― Germania | Cronologia completa delle presenze e delle reti in nazionale ― Germania |
| Data                                                                    | Città                                                                   | In casa                                                                 | Risultato                                                               | Ospiti                                                                  | Competizione                                                            | Reti                                                                    | Note                                                                    |
| ----------------------------------------------------------------------- | ----------------------------------------------------------------------- | ----------------------------------------------------------------------- | ----------------------------------------------------------------------- | ----------------------------------------------------------------------- | ----------------------------------------------------------------------- | ----------------------------------------------------------------------- | ----------------------------------------------------------------------- |
| 28-3-2007                                                               | Duisburg                                                                | Germania                                                                | 0 – 1                                                                   | Danimarca                                                               | Amichevole                                                              | -                                                                       | 78’                                                                     |
| 2-6-2007                                                                | Norimberga                                                              | Germania                                                                | 6 – 0                                                                   | San Marino                                                              | Qual. Euro 2008                                                         | -                                                                       | 70’                                                                     |
| 8-9-2007                                                                | Cardiff                                                                 | Galles                                                                  | 0 – 2                                                                   | Germania                                                                | Qual. Euro 2008                                                         | -                                                                       | 87’                                                                     |
| 12-9-2007                                                               | Colonia                                                                 | Germania                                                                | 3 – 1                                                                   | Romania                                                                 | Amichevole                                                              | -                                                                       |                                                                         |
| 27-5-2008                                                               | Kaiserslautern                                                          | Germania                                                                | 2 – 2                                                                   | Bielorussia                                                             | Amichevole                                                              | -                                                                       | 54’                                                                     |
| 20-8-2008                                                               | Norimberga                                                              | Germania                                                                | 2 – 0                                                                   | Belgio                                                                  | Amichevole                                                              | -                                                                       | 80’                                                                     |
| 10-9-2008                                                               | Helsinki                                                                | Finlandia                                                               | 3 – 3                                                                   | Germania                                                                | Qual. Mondiali 2010                                                     | -                                                                       | 82’                                                                     |
| 15-10-2008                                                              | Mönchengladbach                                                         | Germania                                                                | 1 – 0                                                                   | Galles                                                                  | Qual. Mondiali 2010                                                     | -                                                                       | 46’                                                                     |
| 19-11-2008                                                              | Berlino                                                                 | Germania                                                                | 1 – 2                                                                   | Inghilterra                                                             | Amichevole                                                              | 1                                                                       | 46’                                                                     |
| 11-2-2009                                                               | Düsseldorf                                                              | Germania                                                                | 0 – 1                                                                   | Norvegia                                                                | Amichevole                                                              | -                                                                       | 46’                                                                     |
| 28-3-2009                                                               | Lipsia                                                                  | Germania                                                                | 4 – 0                                                                   | Liechtenstein                                                           | Qual. Mondiali 2010                                                     | -                                                                       | 64’                                                                     |
| 1-4-2009                                                                | Cardiff                                                                 | Galles                                                                  | 0 – 2                                                                   | Germania                                                                | Qual. Mondiali 2010                                                     | -                                                                       | 86’                                                                     |
| 11-8-2010                                                               | Copenaghen                                                              | Danimarca                                                               | 2 – 2                                                                   | Germania                                                                | Amichevole                                                              | 1                                                                       | 66’                                                                     |
| Totale                                                                  |                                                                         | Presenze                                                                | 13                                                                      |                                                                         | Reti                                                                    | 2                                                                       |                                                                         |

## Palmarès

### Club

#### Competizioni nazionali
- 2. Fußball-Bundesliga: 1

Colonia: 2013-2014